# كليتس دان
كليتس دان هو سياسي كندي، ولد في 11 مايو 1948 في مورل ‏ في كندا. نشط حزبياً في حزب المحافظين التقدمي لجزيرة الأمير إدوارد.